# Top Secret!
Top Secret! is een komedie uit 1984 geregisseerd door David Zucker, Jim Abrahams en Jerry Zucker. Het is de eerste langspeelfilm met Val Kilmer. Verdere rollen worden gespeeld door onder andere Lucy Gutteridge, Omar Sharif, Peter Cushing, Michael Gough en Jeremy Kemp. De film parodieert heel wat thema's waaronder Elvis Presley, Indiana Jones, Superman, The Blue Lagoon, The Wizard of Oz en de Koude Oorlog.

## Verhaal
Het verhaal speelt zich af in de jaren 1950. Nick Rivers is een Amerikaanse popzanger die tot in Europa bekend is. Op een dag wordt hij uitgenodigd door de DDR om op te treden op een cultuurfestival. Al snel komt hij in contact met Hillary Flammond die op zoek is naar haar vader. Deze werd door de Oost-Duitsers ontvoerd en moet van hen een uiterst desastreuze mijn ontwikkelen. Hierdoor komen Nick en Hillary terecht bij het Franse verzet die hen helpt in hun zoektocht. De leider van het verzet blijk Nigel te zijn, een oude geliefde van Hillary, tot groot ongenoegen van Nick.

## Rolverdeling
| Acteur               | Personage         |
| -------------------- | ----------------- |
| Val Kilmer           | Nick Rivers       |
| Lucy Gutteridge      | Hillary Flammond  |
| Christopher Villiers | Nigel             |
| Jeremy Kemp          | General Streck    |
| Omar Sharif          | Agent Cedric      |
| Peter Cushing        | Boekenhandellar   |
| Michael Gough        | Dr. Paul Flammond |
| Warren Clarke        | Colonel von Horst |
| Harry Ditson         | Du Quois          |
| Jim Carter           | Déjà Vu           |
| Eddie Tagoe          | Chocolate Mousse  |
| Ian McNeice          | verkoper          |
| Gertan Klauber       | burgemeester      |

## Trivia
- Heel wat dialogen van de Duitsers zijn in het Jiddisch.
- De scène in de boekhandel werd achterstevoren opgenomen.